# البروتين السكري gp41
البروتين السكري 41 (بالإنجليزية: glycoprotein 41)‏ هي وحدة فرعية من مركب بروتين الغلاف الخاص بالفيروسات الراجعة، بما في ذلك فيروس عوز المناعة البشري. البروتين السكري 41 هو بروتين عبر غشائي يحتوي في نطاقه خارج الخلوي على عدة مواقع ضرورية لإصابة الخلايا المضيفة. وبسبب أهميته في إصابة الخلايا فقد عُني باهتمام خاص في الأبحاث كهدف محتمل للقاحات فيروس الإيدز.

## الجين وتعديلات ما بعد الترجمة
يُشفَّر البروتين السكري 41 مع البروتين السكري 120 كبروتين سكري 160 (gp160) واحد بواسطة جين إنف الخاص بفيروس الإيدز. بعد ذلك يُغلكز البروتين 160 بكثافة ويُقص تحلليا بواسطة الفيورين وهو بروتياز خاص بالخلية المضيفة. تسمح الغلكزة الكثيفة للبروتينات التي يُشفرها Env لهذه البروتينات بأن تفلت من جهاز المناعة الخاص بجسم الإنسان. وخلافا لبروتين 120، فإن بروتين 41 لا يُغلكز بنفس الكثافة وهو أكثر انحفاظا (أقل عرضة للاختلافات الجينية). حين يُقص بروتين 160 إلى وحداته الفرعية، ترتبط هذه الوحدات بسطح الغلاف الفيروسي بشكل غير تساهمي.

## البنية
يُشار إلى البروتين 41 والبروتين 120 حين يرتبطان بشكل غير تساهمي بمركب حسكة الغلاف ويُشكَّل هذا المركب كثلاثي قسمات متغاير من ثلاث بروتينات 41 وثلاث بروتينات 120. تتواجد هذه المركبات على سطح غلاف فيروس الإيدز وهي مسؤولة على الارتباط بالخلايا المضيفة، الاندماج مع أغشيتها وإصابتها في النهاية. بنيته تشبه القفص مع مركز مجوف يثبط وصول الأجسام المضادة. يتواجد بروتين 120 على سطح الغلاف الفيروسي، بينما البروتين 41 هو الجزء عبر الغشائي من مركب الحسكة حيث يوجد جزء منه مدفون داخل الغلاف الفيروسي بشكل دائم.
لدى بروتين 41 ثلاث مناطق رئيسية داخل تسلسله: النطاق خارج الخلوي، النطاق عبر الغشائي والنطاق السيتوبلازمي. يتكون النطاق خارج الخلوي من الوحدات 511-684 ويمكن تقسيمه أكثر إلى منطقة ببتيد الدمج (الوحدات 512-527)، التكرار السباعي [الإنجليزية] الخاص بالنهاية الأمينية (NHR) والتكرار السباعي الخاص بالنهاية الكربوكسيلية (CHR). فضلا على هذه المناطق، توجد منطقة حلقة جذعية تحتوي على روابط ثنائي كبريتيد من أجل استقرار بنيتها (الهيئة المتطوية من بروتين 41) ومنطقة تسمى المنطقة الخارجية القريبة من الغشاء (MPER) والتي تحتوي على التواءات هي مناطق مستضدات مستهدفة. منطقة ببتيد الدمج عادة ما تكون مدفونة أو مخفية بواسطة التآثرات غير التساهمية بين البروتينين 120 و41، في منطقة تبدو مثل الطارة. هذا يمنع ببتيد الدمج من التآثر مع مناطق أخرى ليست مناطق مستهدفة.